# نادیا مجیا
نادیا گریس ایچر مجیا (متولد ۲۲ نوامبر ۱۹۹۵) یک مدل آمریکایی - اکوادوری و دارنده عنوان مسابقه زیبایی است. او برنده خانم کالیفرنیا ایالات متحده آمریکا در سال ۲۰۱۶ شد و در بین ۵ نفر برتر دوشیزه ایالات متحده آمریکا ۲۰۱۶ قرار گرفت.
مجیا دختر موسیقیدان اکوادوری الاصل جراردو مژیا است. مجیا به عنوان یک مدل کار می‌کند و با نکست منجمنت قرارداد دارد. او از بی اشتهایی رنج می‌برد.